# Comunità (rivista)
Comunità è stata una rivista politico-culturale fondata a Roma nel marzo del 1946 con il sottotitolo "Giornale mensile di politica e cultura" e in seguito trasferita dapprima a Torino (1947), poi ad Ivrea (1949), sotto la direzione di Adriano Olivetti fino alla sua morte avvenuta nel 1960.

## Tre serie
La vita del periodico si articolò in tre serie diverse tra loro. La prima, pubblicata a Roma, ebbe vita molto breve. Il primo numero uscì nel marzo del 1946 come organo d'informazione del  Movimento Comunità. Diretto da Olivetti, in redazione Paolo Padovani, il giornale concluse con il numero 6 il suo primo periodo di pubblicazioni nell'ottobre del 1946.
Nell'aprile del 1947 iniziarono le pubblicazioni della seconda serie, d'impronta più divulgativa. Il periodico uscì a cadenza settimanale fino al numero 17. Con il numero successivo, in uscita nel settembre 1947, la rivista diventò quindicinale e la serie si concluse nel dicembre 1947 con il fascicolo 26.
La terza serie, iniziata ad Ivrea nel gennaio - febbraio 1949 con il sottotitolo "Rivista del Movimento Comunità", ebbe una durata molto più lunga e restò in vita fino al 1992. La redazione fu affidata a Giorgio Soavi, fino al 1952, quando gli subentrò Renzo Zorzi, che cambiò alcune scelte editoriali. In questa terza fase, diventando esplicito il rapporto col Movimento Comunità, emerse anche la dimensione politica connessa con la ricostruzione del paese devastato dalla guerra.

## Collaboratori e orientamenti
Il periodico si avvalse di collaboratori prestigiosi, come Alberto Moravia, Giulio Carlo Argan, Luciano Anceschi, Ignazio Silone, Giorgio Bassani, Norberto Bobbio, Cesare Pavese, Geno Pampaloni, Mario Luzi, Franco Ferrarotti, Elio Vittorini, Carlo Cassola, Carlo Bo ed altre firme eccellenti. Pertanto la rivista fu un polo importante del dibattito culturale, oltre che sociopolitico, con caratterizzazione, tra l'altro, dell'intellettuale "impegnato".